# Sumbe
Sumbe (fins 1975 Novo Redondo) és un municipi de la província de Kwanza-Sud. Té una extensió de 3.890 km² i 267.693 habitants. Comprèn les comunes de Gangula, Gungo, Kicombo i Sumbe. Limita al nord amb el curs inferior del riu Queve, al sud amb el curs inferior del riu Balombo, a l'oest amb l'oceà Atlàntic i a l'est amb el municipi de Conda.